# Nullaginite
La nullaginite è un minerale. È stato rinvenuto nel giacimento di Otway situato nel distretto di Nullagine (contea di East Pilbara, regione di Pilbara, Australia occidentale) .